# Beaurepaire (Seine-Maritime)
Beaurepaire ist eine französische Gemeinde mit 492 Einwohnern (Stand 1. Januar 2022) im Département Seine-Maritime in der Region Normandie. Sie gehört zum Arrondissement Le Havre und ist Mitglied im Gemeindeverband Le Havre Seine Métropole. Die Bewohner werden Beaurepairais und Beaurepairaises genannt.

## Geographie
Beaurepaire liegt in der Naturregion Pays de Caux, etwa 21 Kilometer nordnordöstlich von Le Havre. Umgeben wird Beaurepaire von den Nachbargemeinden Sainte-Marie-au-Bosc im Norden und Westen, Pierrefiques im Nordosten, Villainville im Osten, Gonneville-la-Mallet im Süden sowie Saint-Jouin-Bruneval im Süden und Westen. 

## Geschichte
Es war immer ein nacheinander besiedeltes Gebiet, das verwüstet und zurückerobert wurde, Wälder und Ödland erlangten im Rhythmus aufeinanderfolgender Invasionen ihre Rechte zurück. So wurde Beaurepaire im 12. Jahrhundert im Zusammenhang mit der Waldrodung geboren.
Im Mittelalter wurde „Beaurepaire Cauchois“ mit „Belrepere“, „biaureper“ oder „bello redditu“ geschrieben, was übersetzt „gute Zuflucht“ bedeutet. Am Vorabend der Französischen Revolution war es nicht ungewöhnlich, in Handlungen und Berichten auf „beaurepaire“ oder „beaureper“ zu stoßen. Mit diesen Begriffen bezeichnen Linguisten die lateinische Wurzel „reparium“ (Ort oder festes Haus) oder die altfranzösische Wurzel „repaire“ (aus dem 11. Jahrhundert), die an die Behausung, den Wohnsitz, und im 12. und 13. Jahrhundert an das Aussehen oder Verteidigung eines Herrenhauses erinnert. Der lokalen Überlieferung zufolge befanden sich einst hinter dem heutigen Friedhof mit Blick auf das bewaldete Tal, das in Richtung Étretat abfällt, die Überreste eines Festen Hauses oder eines Herrenhauses, das im Hundertjährigen Krieg zerstört wurde.
Am 28. Februar 1790 fand vor der in der Kirche versammelten Einwohnerversammlung die Wahl des ersten Bürgermeisters statt: Charles Le Chevalier, Landarbeiter, 59 Jahre alt, wohnhaft im Weiler Mare de la Croix. 1792 ging der Priester ins Exil, sein Eigentum und das des Seigneurs wurden zum Verkauf angeboten. Im Jahr 1794 betrug die Einwohnerzahl fünfhundert. Wie in vielen ländlichen Gemeinden kam es dann im 19. und 20. Jahrhundert zu einem Bevölkerungsrückgang. Im Jahr 1851 gab es fünfundfünfzig Landarbeiter, darunter fünf Eigentümer (1936 waren es jedoch nur noch siebenundzwanzig). Mit der Mechanisierung in den Zentren Yvetot und Bolbec ging die Zahl der heimischen Weber und Spinner zurück. Die handwerklichen Stuhlmacher, Holzschuhmacher, Stiefelmacher und Stellmacher verschwanden nach und nach.
Im Jahr 1845 befand sich die Schule an ihrem heutigen Standort. Im Jahr 1850 herrschte Sorge um das Schicksal der Arbeitslosen, die auf den Straßen und Wegen der Stadt Arbeit fanden. Im Jahr 1863 war der Schulbesuch nicht verpflichtend und von den 60 angemeldeten Schülern waren 39 Jungen und 26 Mädchen bei der Feldarbeit abwesend.
Der Krieg von 1870 forderte in Beaurepaire keine Todesopfer. Der Erste Weltkrieg jedoch forderte 14 Tote und das Kriegerdenkmal wurde 1919 errichtet.
Der Strom kam 1931. 1932 wurde eine Buslinie Fécamp–Le Havre mit einer Haltestelle am oberen Ende der Gemeinde eingerichtet. Das Telefon wurde 1933 im Lebensmittelgeschäft installiert (die Stadt hatte es 1910 abgelehnt). Im Jahr 1945 fielen mehrere Bomben auf Beaurepaire, ohne Verluste zu verursachen, aber 1940 gab es zwölf Kriegsgefangene, belgische Flüchtlinge strömten herbei. Die Wasserversorgung erfolgte erst 1950, da die Stadt vor dem Krieg sehr zurückhaltend gewesen war. Die Wasserstelle (die 1968 entfernt wurde) befand sich gegenüber dem Schultor, Verteilungen wurden organisiert.

## Bevölkerungsentwicklung

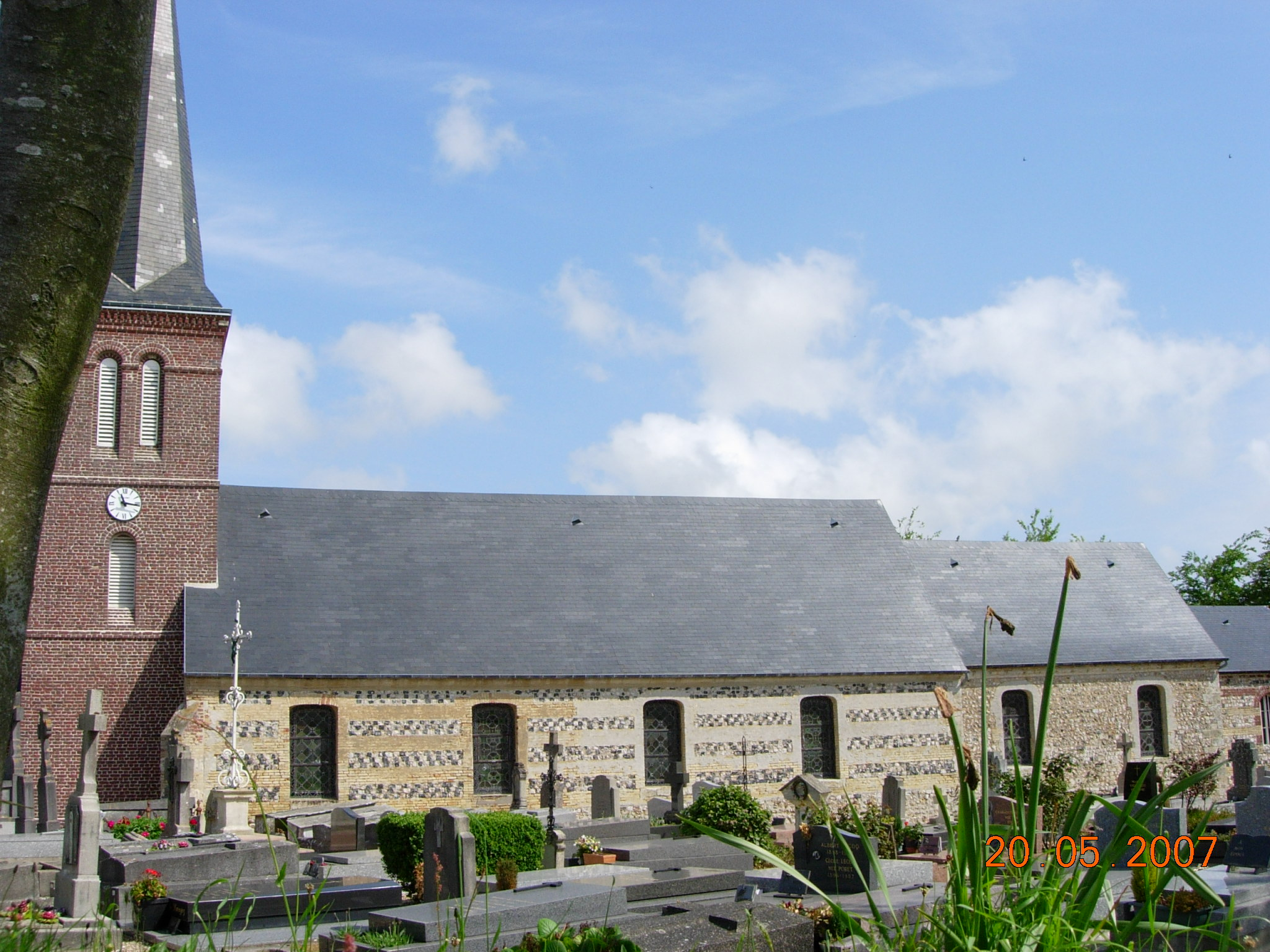
Kirche Saint-Thomas-de-Cantorbéry

| Jahr                       | 1962 | 1968 | 1975 | 1982 | 1990 | 1999 | 2006 | 2013 | 2020 |
| -------------------------- | ---- | ---- | ---- | ---- | ---- | ---- | ---- | ---- | ---- |
| Einwohner                  | 226  | 223  | 197  | 254  | 337  | 393  | 417  | 493  | 498  |
| Quellen: Cassini und INSEE |      |      |      |      |      |      |      |      |      |

## Sehenswürdigkeiten
- Kirche Saint-Thomas-de-Cantorbéry aus dem 18. Jahrhundert
- Reste der mittelalterlichen Burg